# Meg White
Megan Martha White, coneguda professionalment com a Meg White (Grosse Pointe Farms, Michigan, 10 de desembre de 1974) és una músic estatunidenca de Detroit que va formar part del grup The White Stripes juntament amb el seu exmarit Jack White. També va aparèixer en un dels curtmetratges de la pel·lícula Coffee and Cigarettes, de Jim Jarmusch (2003).

## Discografia principal
Amb The White Stripes
- The White Stripes (1999)
- De Stijl (2000)
- White Blood Cells (2001)
- Elephant (2003)
- Get Behind Me Satan (2005)
- Icky Thump (2007)